# Eris bella
Eris bella är en spindelart som beskrevs av Karsch 1878. Eris bella ingår i släktet Eris och familjen hoppspindlar. Inga underarter finns listade i Catalogue of Life.